# Gayatri Asokan

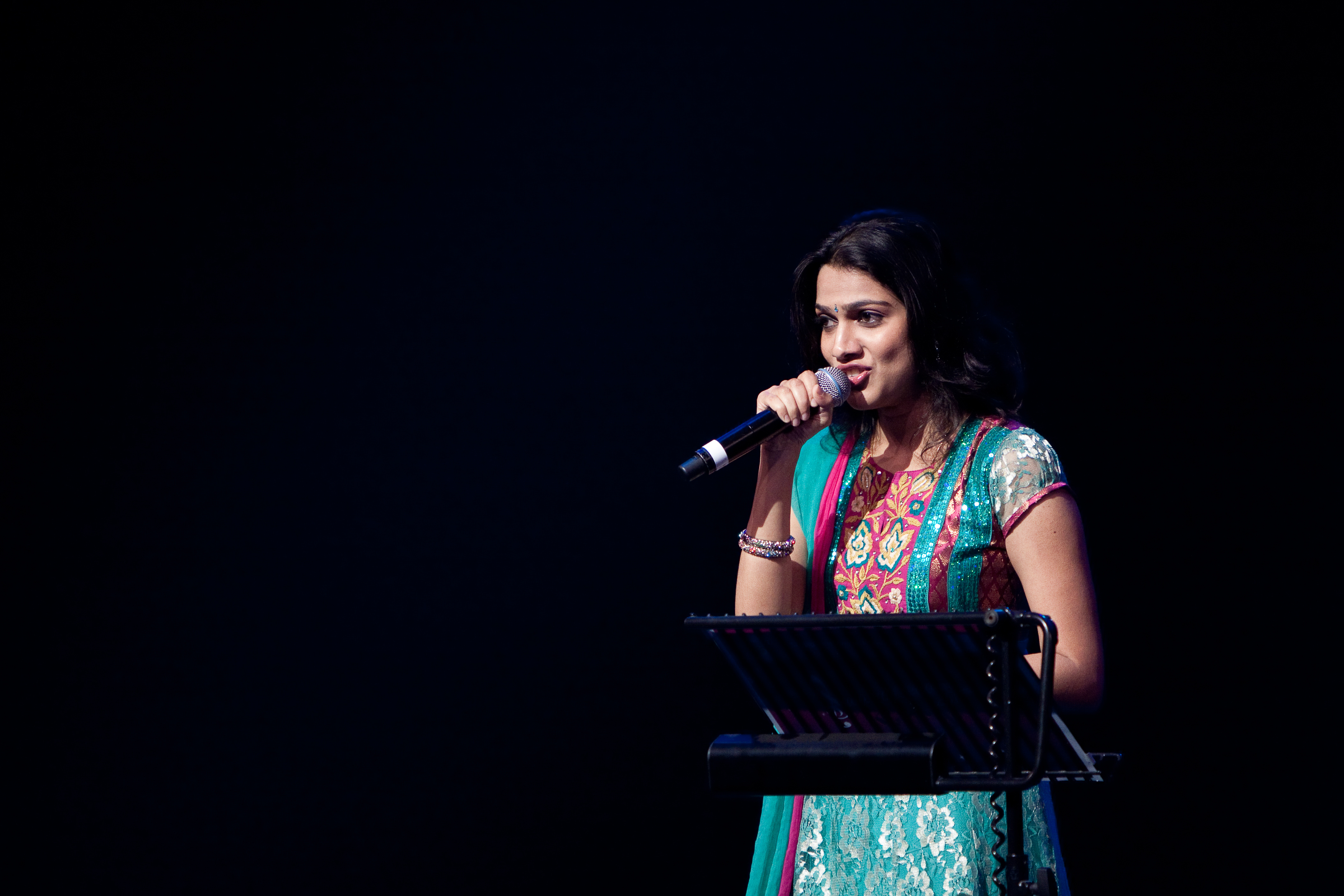

Gayatri Asokan (nacida el 2 de marzo de 1979 en Thrissur) es una cantante de playback o reproducción india, que trabaja principalmente en la productora cinematográfica de Malayalam. Además de dedicarse a la música, también compone para sus discos y jingles. Además interpreta canciones cantados en bhajans, hindi y ghazals.

## Biografía
Gayatri Asokan es hija de dos médicos de Thrissur, el Dr. PU Asoka y la Dr. KS Sunidhy. Ella comenzó su carrera de playback o reproducción interpretando un tema musical titulado  "Deena Dayalo Rama" para la película "Arayannagalude Veedu" bajo la dirección de la música Raveendran. "Enthe Nee Kanna" para la película "Sasneham Sumitra", fue ganadora del Premio Kerala State Film Award for Best Singer, nominada como la mejor cantante en 2003. Sus éxitos memorables incluyen "Chanjadi Adi" de Makalkku, y "Thumbikkinnaram" de Naran y "Pularumo" de Ritu.

## Carrera
Gayatri se entrenó por primera vez en la música de Carnatic de Sri Lanka y Mangat Natesan Vamanan Namboodiri en Trichur. Más adelante comenzó a formarse en la música indostánica en "Dr. Alka Marulkar Deo" y después en "Torvi Pandit Vinayaka" en Bangalore. Una persona que ha influido mucho es Gayatri Sri Sri Ravi Shankar. Ella es miembro activa de la Fundación Arte de Vivir en su natal India.

## Filmografía
| Canción                 | Filmografía                 | Director musical                    |
| ----------------------- | --------------------------- | ----------------------------------- |
| Deena Dayalo Rama       | Arayannangalude veedu       | Raveendran                          |
| Thamara Noolinaal       | Mullavalliyum thenmaavum    | Ouseppachan                         |
| Kannil Kashi Thumba     | Dreams                      | Vidyasagar                          |
| Chanjadi Aadi           | Makalkku-manjari            | Ramesh Narayan                      |
| Enthe Nee Kanna         | Sasneham Sumitra            | Ouseppachan                         |
| Thumbi Kinnaram         | Naran                       | Deepak Dev                          |
| Kadhayile Rajakumaranum | Kalyanaraman                | Berny-Ignatius                      |
| Chandrika Ravil         | Photographer                | Johnson                             |
| Rama hare               | Soothradharan               | Raveendran                          |
| Manathe                 | Onnaman                     | Johnson                             |
| Maakhamar               | Daivanamathil               | Kaithappram Viswanathan Namboothiri |
| Nassebulla              | Daivanamathil               |                                     |
| Poovin Ethal Cheppil    | Out of Syllabus             | Bennet Veetraag                     |
| Enthe née thannilla     | Yes your Honour             | Deepak Dev                          |
| Parayu Prabhathame      | Pranayakalam                | Ouseppachan                         |
| Thirike Njan            | Arabhikadha                 | Bijibal                             |
| Nin Hridaya Mounam      | Flash                       | Gopi Sunder                         |
| Kannin vaathil          | Mulla                       | Vidhyasagar                         |
| Pularumo                | Ritu                        | Rahul Raj                           |
| Puthu Manjupol          | Dr. Patient                 | Bennet Veetraag                     |
| Kinavile                | Pranchiyettan and the Saint | Ouseppachan                         |

## Discografía
1. Anahata- Art of Living
2. Neeyum Nilavum- Manorama Music
3. Thiruvasagam -Sony Music
4. Vishudhi- Art of Living
5. Sarveshwari- Art of Living
6. Iniyennum _ East Coast
7. Pranayathhin Ormakal
8. Ghazals by Umbayi
9. Palanivel
10. Smaran - Art of Living
11. Sankirtan - Art of Lving
12. Chants for workplaces - Kedar Pandit

## Premios
- El Estado de Kerala Film Award (2003) - Enthe Nee Kanna - Sasneham Sumitra
- 2007 Arte de la adjudicación para la Vida Mujeres Sobresalientes Logros